# میک فرگوسن
میک فرگوسن (انگلیسی: Mick Ferguson؛ زادهٔ ۳ اکتبر ۱۹۵۴) بازیکن فوتبال اهل بریتانیا است.
از باشگاه‌هایی که در آن بازی کرده است می‌توان به باشگاه فوتبال ویلدستون، باشگاه فوتبال کولچستر یونایتد، باشگاه فوتبال کاونتری سیتی، باشگاه فوتبال اورتون، باشگاه فوتبال بیرمنگام سیتی، و باشگاه فوتبال برایتون اند هوو آلبیون اشاره کرد.